# Kolbein Falkeid
Kolbein Falkeid, né le 19 décembre 1933 à Haugesund et mort le 27 juin 2021, est un poète norvégien.

## Biographie
Kolbein Falkeid nait le 19 décembre 1933 à Haugesund, 
Il commence sa carrière de poète en 1962 avec Gjennom et glass-skår (« à travers un éclat de verre ») et  dès lors publie plus de 20 recueils de poésie.
Falkeid est considéré comme « l'un des principaux poètes contemporains de Norvège », précise le communiqué de la NTB lors de son décès.
Kolbein Falkeid sait toucher un large public par ses propres recueils de poésies et à la fois grâce à sa collaboration avec Vamp, groupe de musique folk/rock également originaire de Haugesund. Kolbein Falkeid est un poète socialement engagé qui dénonce les dures conditions de vie des pauvres. Il est membre du conseil littéraire de l'Association des auteurs de 1978 à 1984. À partir de 1978, il devient représentant de l'Association des auteurs auprès du Conseil norvégien de la langue. En 1998, il est nommé poète de l'année lors des Festivités de Bergen. En 2010, Falkeid est fait chevalier de 1re classe de l'Ordre de Saint-Olav pour son œuvre littéraire. Kolbein Falkeid reçoit le prix culturel du comté de Rogaland en 2016.
Kolbein Falkeid meurt le 27 juin 2021 à l'âge de 87 ans,.

## Honneurs et récompenses
En 2010, il est décoré par Harald V chevalier de l'ordre de Saint-Olaf.
En 2011, il remporte le prix littéraire Brageprisen.

## Prix
- Cappelenprisen 1985
- Doblougprisen 1993
- Stavanger Aftenblads kulturpris 1994
- Prøysenprisen 1996
- Herman Wildenveys Poesipris 2001
- Brageprisen 2011